# Поняти-Великі
Поняти-Великі (пол. Poniaty Wielkie) — село в Польщі, у гміні Вінниця Пултуського повіту Мазовецького воєводства.
Населення — 33 особи (2011).
У 1975-1998 роках село належало до Цехановського воєводства.

## Демографія
Демографічна структура станом на 31 березня 2011 року:
|          | Загалом | Допрацездатний вік | Працездатний вік | Постпрацездатний вік |
| -------- | ------- | ------------------ | ---------------- | -------------------- |
| Чоловіки | 12      | 4                  | 7                | 1                    |
| Жінки    | 21      | 7                  | 11               | 3                    |
| Разом    | 33      | 11                 | 18               | 4                    |